# Wahlen zum Repräsentantenhaus der Vereinigten Staaten 2002
Die Wahlen zum Repräsentantenhaus der Vereinigten Staaten 2002 fanden am 5. November dieses Jahres und damit in der Mitte der Amtszeit von Präsident George W. Bush statt; es handelte sich also um die sogenannten Midterm Elections. Im Ergebnis gewann die Republikanische Partei im Vergleich zu den vorangegangenen Wahlen acht Sitze hinzu und konnte somit ihre Mehrheit im Repräsentantenhaus noch etwas ausbauen. Bei den parallel abgehaltenen Senatswahlen gewannen die Republikaner ebenfalls hinzu. Ursache für die Gewinne war vor allem die angespannte Stimmung wegen des proklamierten Kriegs gegen den Terrorismus (War on Terror) nach den Terroranschlägen vom 11. September 2001. Zum Teil wurde auch die neue Wahlbezirkgrenzziehung (redistricting) in republikanisch dominierten Staaten dafür verantwortlich gemacht.
Der Republikaner Dennis Hastert aus Illinois blieb Sprecher des Repräsentantenhauses. Abgewählt wurden die Abgeordneten James H. Maloney (Connecticut/D), Karen Thurman (Florida/D), Connie Morella (Maryland/R), Bill Luther (Minnesota/D) und Felix Grucci (New York/R).

## Die Wahlergebnisse
| Parteien                                          | Parteien           | Sitze | Sitze | Sitze | Sitze   | Stimmen    | Stimmen | Stimmen  |
| ------------------------------------------------- | ------------------ | ----- | ----- | ----- | ------- | ---------- | ------- | -------- |
| Parteien                                          | Parteien           | 2000  | 20021 | +/−   | Stärke  | Stimmen    | %       | Änderung |
|                                                   | Republikaner       | 221   | 229   | +8    | 52,6 %  | 37.091.270 | 49,6 %  | +2,3 %   |
|                                                   | Demokraten         | 212   | 204   | −7    | 46,9 %  | 33.642.142 | 45,0 %  | −2,0 %   |
|                                                   | Unabhängige        | 2     | 1     | −1    | 0,2 %   | 403.670    | 0,5 %   | −0,2 %   |
|                                                   | Libertarian Party  | –     | –     | –     | –       | 1.030.171  | 1,4 %   | −0,2 %   |
|                                                   | Green Party        | –     | –     | –     | –       | 286.962    | 0,4 %   | +0,1 %   |
|                                                   | Independence Party | –     | –     | –     | –       | 144.986    | 0,2 %   | ±0,0 %   |
|                                                   | Constitution Party | –     | –     | –     | –       | 99.306     | 0,1 %   | ±0,0 %   |
|                                                   | Reform Party       | –     | –     | –     | –       | 29.964     | 0,0 %   | −0,2 %   |
|                                                   | Natural Law Party  | –     | –     | –     | –       | 18.505     | 0,0 %   | −0,4 %   |
|                                                   | Andere Parteien    | –     | –     | –     | –       | 1.959.579  | 2,6 %   | +0,4 %   |
| Gesamt                                            | Gesamt             | 435   | 434   | −1    | 100,0 % | 74.706.555 | 100,0 % | –        |
| Quelle: Election Statistics - Office of the Clerk |                    |       |       |       |         |            |         |          |

1 Sitz vakant aufgrund des Todes von Patsy Mink (D-Hawaii)